# Endre Steiner
Endre (Andreas) Steiner (27 de junio de 1901 – 29 de diciembre de 1944) fue un jugador de ajedrez húngaro. Era el hermano mayor de Lajos Steiner, también un destacado maestro de ajedrez.
Steiner murió en un campo de concentración nazi en 1944.

## Resultados destacados en competición
Fue tercero en el torneo de Portsmouth de 1923 (el campeón fue A. Alekhine), campeón en Budapest en 1926, segundo en Trencianske Teplice en mayo de 1928 (el campeón fue Boris Kostić), y ganó en Kecskemét en 1933, superando a E. Eliskases.

### Olimpiadas oficiales
Endre Steiner representó a Hungría en cinco Olimpiadas de ajedrez oficiales y en tres no oficiales, entre 1924 y 1937.
| Any  | Olimpíada                | Ciudad    | Tablero       | Ganadas | Perdidas | Tablas |
| ---- | ------------------------ | --------- | ------------- | ------- | -------- | ------ |
| 1924 | I Olimpíada no oficial   | París     | 3º            | 6       | 3        | 4      |
| 1926 | II Olimpíada no oficial  | Budapest  | 3º            | 0       | 1        | 0      |
| 1927 | I Olimpíada              | Londres   | 1.er suplente | 6       | 2        | 5      |
| 1928 | II Olimpíada             | La Haya   | 2º            | 10      | 3        | 3      |
| 1930 | III Olimpíada            | Hamburgo  | 1.er suplente | 7       | 2        | 5      |
| 1931 | IV Olimpíada             | Praga     | 1º            | 5       | 7        | 3      |
| 1936 | III Olimpíada no oficial | Múnich    | 3º            | 11      | 6        | 1      |
| 1937 | VII Olimpíada            | Estocolmo | 3º            | 12      | 1        | 5      |